# Kenneth J. Lawrence
Kenneth J. Lawrence, ameriški astronom, * 1964.

## Delo
Odkril je 28  asteroidov. Je tudi soodkritelj kometa 152P/Helin-Lawrence.
Njemu v čast so poimenovali asteroid 4969 Lawrence.